# Natives Land Act
Le Natives Land Act, 1913 (ultérieurement appelé Bantu Land Act, 1913 et Black Land Act, 1913, officiellement Act No. 27 of 1913) était une loi du Parlement d'Afrique du Sud destiné à réguler les acquisitions de terres. 
Le Natives Land Act réservait 7 % du territoire foncier aux populations noires et leur interdisait d’acquérir ou de louer de la terre ailleurs que dans les scheduled native areas qui allaient donner naissance plus tard aux bantoustans dans le cadre du système d'apartheid.

## Contexte
L'adoption du texte intervient 3 ans après la fondation de l'Union sud-africaine et 11 ans après la fin de la seconde guerre des Boers, la victoire des Britanniques et la défaite des républiques boers de l’État libre d’Orange et du Transvaal. Le nouvel État sud-africain, qui associe ces anciennes républiques aux colonies britanniques du Cap et du Natal, compte environ 6 millions d'habitants dont les 2/3 sont des populations bantous qui n'ont que pas ou peu de représentations politiques (voir le South Africa Act) ou économiques. Le gouvernement est quant à lui dirigé par des Afrikaners modérés, favorables à la réconciliation avec les Britanniques, et mené par le Général Louis Botha.

## Présentation
Le Natives Act Land de 1913 est la première pièce majeure de la législation ségrégationniste mise en place par le parlement de l'Union d'Afrique du Sud. 
L'auteur de la loi est le ministre des affaires indigènes, Jacobus Wilhelmus Sauer, un libéral du Cap pourtant opposé à la privation de droits pour les Noirs. Il se fait cependant le défenseur de « zones de résidence distinctes pour les Blancs et les autochtones » lors des débats autour du projet de loi, tandis que John Tengo Jabavu, un journaliste éminent et militant politique noir, accueille favorablement la loi.
La loi décrète que les Blancs ne sont pas autorisés à acheter des terres aux autochtones et vice-versa. Les exceptions doivent être autorisées par le Gouverneur général. Les terres considérées comme appartenant aux autochtones ne représentaient initialement que moins de 10 % du territoire de l'Union, puis la surface est étendue à 13 % (Native Trust and Land Act de 1936), alors que les intéressés représentent 67 % de la population totale du pays.
La loi interdit en outre la pratique du servage et du métayage. Elle préserve cependant les accords qui pouvaient pré-exister.
Les terres autochtones sont considérées comme des réserves, sous tenure collective, régies par les chefs africains, et elles ne peuvent être achetées, vendues ou servir de caution. À l'extérieur de ces zones, la loi interdit l'installation des fermiers Noirs sur les terres appartenant aux Blancs. Étant donné qu'un grand nombre d'agriculteurs Noirs sont aussi des fermiers ou des métayers, cela produit un effet dévastateur sur les personnes concernées même s'ils ne sont pas immédiats. La loi renforce le rôle des chefs africains, qui font alors partie de l'administration, tout en conduisant le travail salarié à se développer dans les zones « blanches ».[réf. souhaitée]

## Effets
La loi créée un système de tenure qui prive la majorité des habitants de droits fonciers, ce qui a des répercussions socio-économiques majeures. Plus d'un million de personnes sont concernées. Si la Cour suprême n'avait pas bloqué l'application de la loi plusieurs années, la considérant comme inconstitutionnelle dans la colonie du Cap, cela aurait conduit les populations noires de la colonie du Cap ainsi que les Coloureds (dont les métis du Cap), qui, du fait de l'héritage britannique, avaient plus de droits que ceux des autres provinces, à être privés de ces droits en matière de propriété foncière et d'accès à l'éducation. La loi est appliquée durant une quarantaine d'années.
L'opposition à la loi est modeste mais audible. John Dube, qui est à l'époque président de ce qui allait devenir l'ANC, utilise son journal pour traiter du sujet. Il avait soutenu des Blancs comme William Cullen Wilcox (en), fondateur de la Zululand Industrial Improvement Company qui avait permis de fournir des terres à des milliers de personnes noires au Natal. Dube est l'une des cinq personnes envoyées en Grande-Bretagne pour essayer de faire abroger cette loi.
Solomon Plaatje se rend aussi en Angleterre, pour le compte du SANNC (qui deviendra l'ANC), afin de protester en vain contre cet acte. Il recueille les transcriptions des délibérations de la cour sur le sujet, ainsi que des témoignages de personnes concernées pour en faire un livre, Native Life in South Africa, publié en 1916.